# سرباغبان
سرباغبان (به انگلیسی: Head gardener) فردی است که تمام جنبه‌های باغبانی یک ملک یا باغ، از جمله کارکنان و داوطلبان را مدیریت می‌کند. املاکی که آنها مدیریت می‌کنند شامل باغ‌های تاریخی و املاک خصوصی، و همچنین تیم‌های باغبانی رفاهی، به عنوان مثال، با شورای شهرستان است.
برای مدیریت باغ، بسیاری از جنبه‌های مهم باغبانی مانند تکثیر، رشد مولد، باغبانی تجاری، محوطه‌سازی سخت و نرم، مدیریت آفات، بیماری‌ها و سلامت گیاه، از جمله درک صحیح از قوانین گذرنامه گیاهی (واردات و صادرات) و همچنین درک جهانی از جلوگیری از گسترش بیماری‌ها، گیاهان و آفات مهاجم وجود دارد. مدیریت کردن یک تیم از داوطلبان اغلب جنبه‌ای از این نقش در باغ‌های عمومی یا فضاهای خیریه مانند نشنال تراست یا میراث انگلستان است.